# Gora Boldyreva
Gora Boldyreva (englische Transkription von russisch Гора Болдырева Gora Boldyrewa) ist ein Nunatak im ostantarktischen Mac-Robertson-Land. In den Prince Charles Mountains ragt er neben dem Nunatak Gora Baturina im Gebiet des Mount Hayne an der Nordflanke des Scylla-Gletschers auf.
Russische Wissenschaftler benannten ihn. Der weitere Benennungshintergrund ist nicht hinterlegt.